# Beefsteak Raid
Beefsteak Raid (prepad Goveđi odrezak), iznenadni i brzi vojni pohod južnjačkog konjaništva Američke konfederacije u Američkom građanskom ratu u rujnu godine 1864. kojim je oteto veliko stado goveda na teritoriju pod nadzorom sjevernjačke Unije.

## Pozadina
Nakon bitke kod Globe Taverna (18. – 21. kolovoza 1864.) vojska Sjevera stekla je nadzor nad željezničkom prugom kod Weldona i prekinula put za opskrbljivanje grada Petersburga. General Ulysses S. Grant je počeo opsjedati grad, a također i konfederacijsku prijestolnicu Richmond. Dana 22. kolovoza su ponestale zalihe kukuruza i prijetila je glad u južnjačkoj vojsci, kako u Petersburgu, tako i u Richmondu.

## Hamptonov plan
Dana 5. rujna je konjanički general-bojnik konfederacijske vojske Wade Hampton saznao da unionistička vojska ima oko 3000 goveda, koja pasu na Ruffinovoj plantaži blizu Grantovog štaba, a čuva ih razmjerno malo vojnika (prema procjeni oko 120, te još tridesetak civila koji su brinuli o krdu). Hampton je pripremio plan, kojeg je i general Robert E. Lee prihvatio, da južnjaci izvedu iznenadni napad i domognu se tih goveda.

## Napad
Dana 14. rujna Hampton i njegovih 3000 konfederacijskih konjanika krenuli su da bi iznenadnim manevrom neopaženo upali iza unionističke linije fronte, prethodno se klonivši glavnih i opasnih puteva i uspostavivši ponovno ranije uništeni most na rijeci Blackwater, te dva dana kasnije došli do Ruffinove plantaže. Tu su bez većih teškoća svladali unionističku postrojbu koja je čuvala krdo. Južnjaci su zarobili 11 vojnih vagona i 304 sjevernjačka  vojnika, a zatim potjerali krdo od oko 2500 goveda prema svojem teritoriju. Na tom putu su se obranili od pristižućih četa sjeverne vojske, uključujući konjaničke postrojbe iz New Yorka. Uspjeli su većinu ratnog plijena 17. rujna dopremiti u Petersburg (službeni prebrojani broj goveda koja su stigla na južnjački teritorij iznosio je 2468 grla).

## Posljedice
Hamptonov je uspješni pohod za neko vrijeme spriječio oskudicu živežnih namirnica u konfederacijskoj vojsci, iako su vojnici i stanovnici uskoro potrošili svu govedinu. General Grant je pobjesnio kad je saznao za Hamptonov uspjeh, ali ga je predsjednik Abraham Lincoln malo utješio rekavši da to je bila najlukavija krađa goveda (the slickest piece of cattle-stealing) za koju je ikada čuo.